# Hendrick Mommers

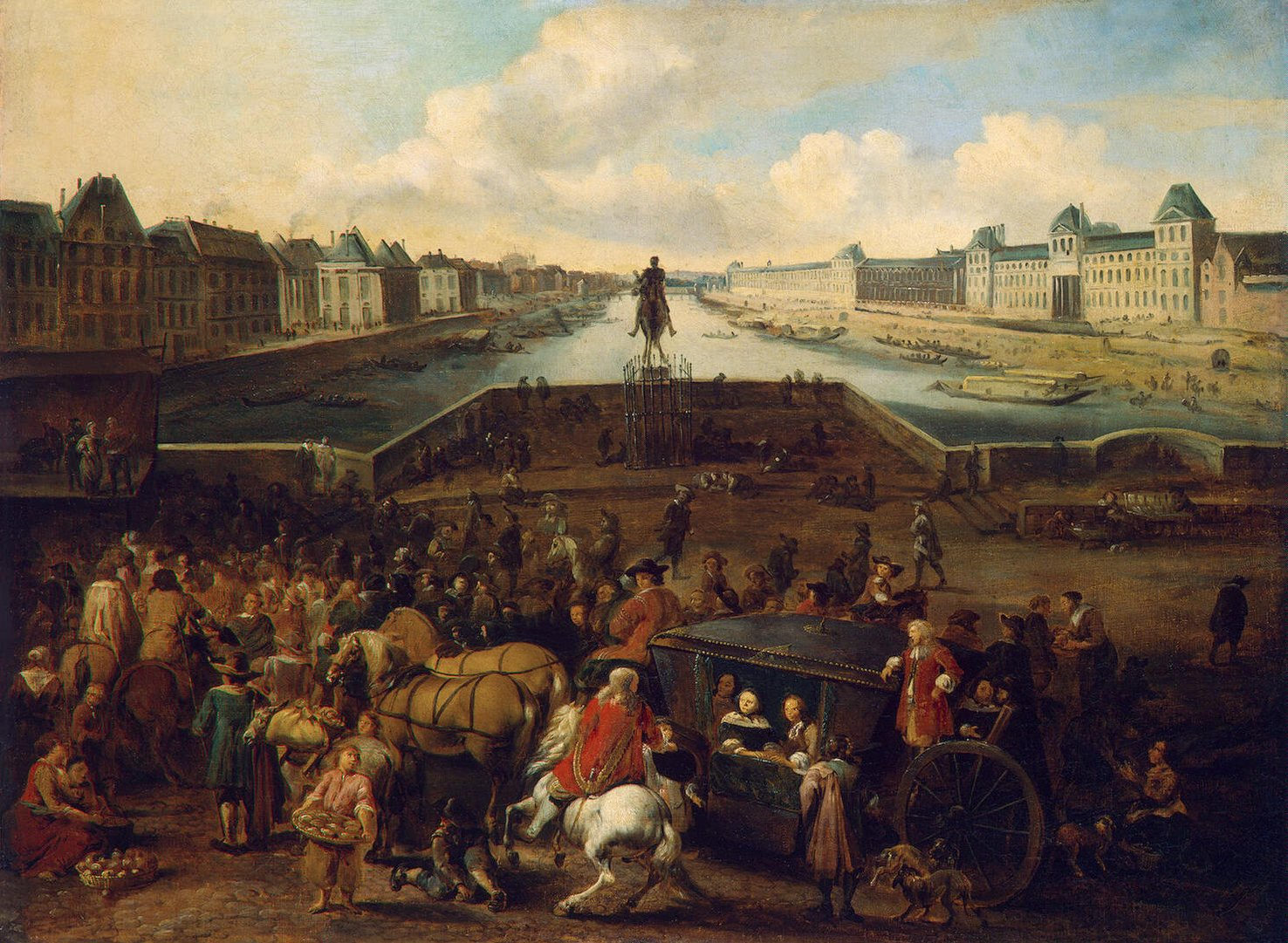
Hendrick Mommers, Parigi, (Louvre)

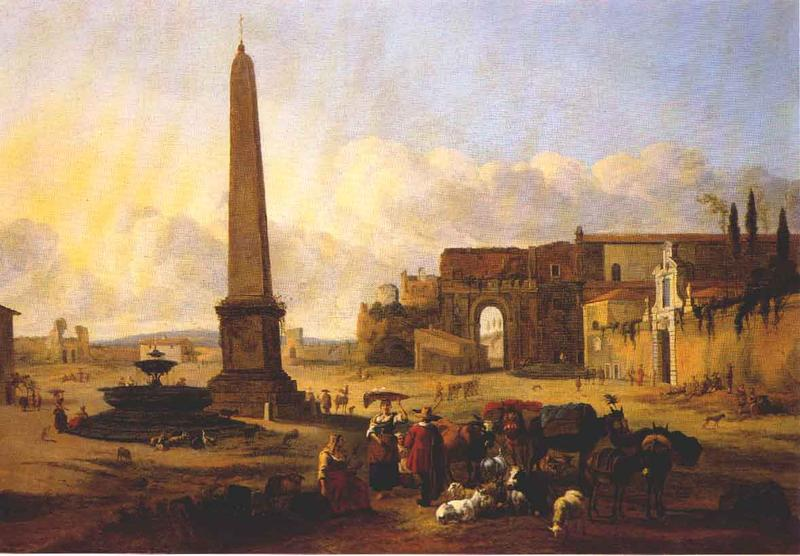
Hendrick Mommers, Piazza del Popolo

Hendrick Mommers (Haarlem, 2 gennaio 1620 – Amsterdam, 21 dicembre 1693) è stato un pittore olandese.

## Biografia
Mommers fu battezzato il 2 gennaio 1620, nella Chiesa vecchia di Amsterdam. Era nato ad Haarlem, probabilmente fra il 31 dicembre 1619 e il 1º gennaio 1620. Visse ad Haarlem, in una casa sulle rive del fiume Spaarne, e il 22 gennaio 1651 fece affiggere le pubblicazioni per il suo matrimonio con Maria van Kolpert, nata ad Amsterdam.
Hendrik Mommers è stato un allievo di Nicolaes Berchem, pittore specializzato in scene pastorali, che lo accompagnò in un viaggio a Roma, dove i due artisti olandesi si fermarono fra 1644 e il 1646, attratti dalla grandiosa bellezza dei paesaggi della Campagna Romana. Noto in particolare per le scene pastorali con ovini o bovini, oppure per quelle di mercato con mazzi di ortaggi, sullo sfondo di paesaggi laziali o in presenza di antiche rovine romane, Hendrik Mommers caratterizzava gli abiti dei suoi personaggi con forti tinte rosse e blu. 
Dipinse anche paesaggi olandesi, con figure di pastori e con bestiame al pascolo, sotto fondali di cieli immensi e solcati da nuvole, utilizzando una tavolozza di tinte calde e bionde che ricorda quella dei paesaggi, con scene di genere, dipinti da Aelbert Jacobsz Cuyp.
Nel 1647 divenne membro della Corporazione di San Luca di Harlem. 

### Altre opere
- Paesaggio con figure, Auckland Art Gallery
- Interno di casa di contadini, Rijksmuseum, Amsterdam
- Mercato in Italia, Wellcome Collection gallery
- Paesaggio con pastori, Museo Boijmans Van Beuningen, Rotterdam
- Bestiame al guado, Statens Museum for Kunst, Copenaghen
- Rovine con bestiame al pascolo, Museo Boijmans Van Beuningen, Rotterdam
- Scena di genere a Roma, Bavarian State Painting Collections, Monaco di Baviera
- Paesaggio con ovini al pascolo, Bavarian State Painting Collections, Monaco di Baviera
- Paesaggio con animali al pascolo e donna che trasporta acqua, Bavarian State Painting Collections, Monaco di Baviera